# アニ (トルコ)
アニ (アルメニア語: Անի; ギリシャ語: Ἄνιον, Ánion; ラテン語: Abnicum; グルジア語: ანისი, Anisi; トルコ語: Ani, 英語: Ani) は、アルメニア人によって中世に建設されたシルクロードの商業都市。現在のトルコ共和国・カルス県にあり、アルメニア共和国との国境に近い。
961年から1045年までのアニは、今日のアルメニア共和国からトルコ共和国東部までの広い範囲を領土としたバグラトゥニ朝アルメニアの首都だった。様々な交易ルートが交わる場所にあり、アニにある多くの宗教建築物・宮殿・要塞は、技術的・芸術的に見て世界でもっともすぐれた構造を有していた。アニは「千と一の教会がある都」と表現され、最盛期には約100,000の人口を有したとされている。長きにわたって華麗さや壮麗さで知られていたものの、1236年にはモンゴル人によって略奪され、1319年の地震によって荒れ果てた。その後、17世紀までには単なる村へと落ちぶれ、ほとんど忘れ去られた。
アニはアルメニア人にとっての文化的・宗教的・国家的な遺産として広く認識されている。2016年には「アニの考古遺跡」としてユネスコの世界遺産（文化遺産）に登録された。

## 地理

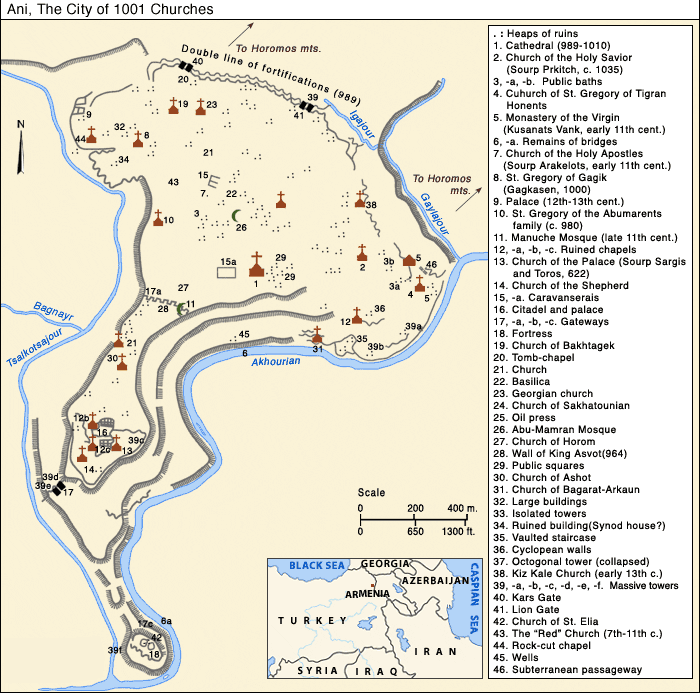
アニの街とその周囲の地理

東側はアフリアン川の渓谷、西側はBostanlar谷やTzaghkotzadzor谷に挟まれた、天然の要塞といえる三角形の場所に位置している。アフリアン川はアラス川の支流であり、トルコ共和国とアルメニア共和国の自然的国境を形成している。火山性凝灰岩からなる丘の上に位置しており、その標高は約1,340mである。この地域の中心都市であるカルスはアニの42km西にある。

## 歴史
5世紀にはイェギシェやガザル・パルペツィのようなアルメニア人年代史家が初めてアニに言及した。丘の上に建つ強固な要塞として、またアルメニア人のカムサラカン家の所有地としてアニを説明している。

### バグラトゥニ朝の首都

アニの旗

かつてアルシャルニクのカムサラカン家が有していた領土や、今日のシラク地方に相当する領土（アニを含む）は、9世紀初頭まで、アルメニア人のバグラトゥニ家の領土に組み込まれていた。804年、バグラトゥニ家の首領であるアショト4世（806年–827年）は、イスラーム王朝のアッバース朝からアルメニア公の称号を与えられた。イスラーム王朝のカリフは宗教政策的な観点から、勢力が及ぶ範囲で他宗教の教会の新設は許さなかったとされているが、アルメニアでは例外的に多数のアルメニア教会が新設された。
バグラトゥニ朝（885年-1045年）における最初の首都は、アニの40km南に位置するバガランであり、その後アニの25km北東に位置するシラカヴァンに移された。929年には首都がカルスに移されたが、961年にはアショト3世（治世953年–977年）によって首都がアニに移された。つづくスムバト2世（治世977年–989年）はアニの街の発展に力を注ぎ、聖堂や多くの教会が建設された。ドヴィンがイスラーム教徒に破壊されたのを機に、アルメニアのカトリコス（総主教）座はドヴィンからヴァン湖を経て、992年にアニに移された。これによってアニは首都であるだけではなく、アルメニアの宗教的な中心地にもなっている。10世紀のアニの人口は50,000から100,000と推定されている。

### 最盛期

1000年頃のバグラトゥニ朝アルメニアの領土

アニの勢力がピークに達したのは、ガギク1世の治世（989年-1020年）である。かつてのアニは重要な交易路には沿っていなかったが、その都市規模・勢力・富などが理由で、この時代には重要な交易拠点となった。当時の西アジアでは人口100万人を数えるバグダッドが経済の中心にあり、他地域でも商業都市の地位が高まった時代であった。アニは「40の門がある都市」「千と一の教会がある都」として知られ、バグラトゥニ朝の歴代の王の霊廟はアニに建設された。主な交易相手には、東ローマ帝国、ペルシア帝国、アラブ人、また南ロシアや中央アジアの小国家などがあった。アルメニア高原からの産物には、木工品、金属類、ヴァン湖産の乾燥魚、岩塩、アラス川産の塩漬け魚、染料、絹布、綿製品、皮革製品、織物などがあった。

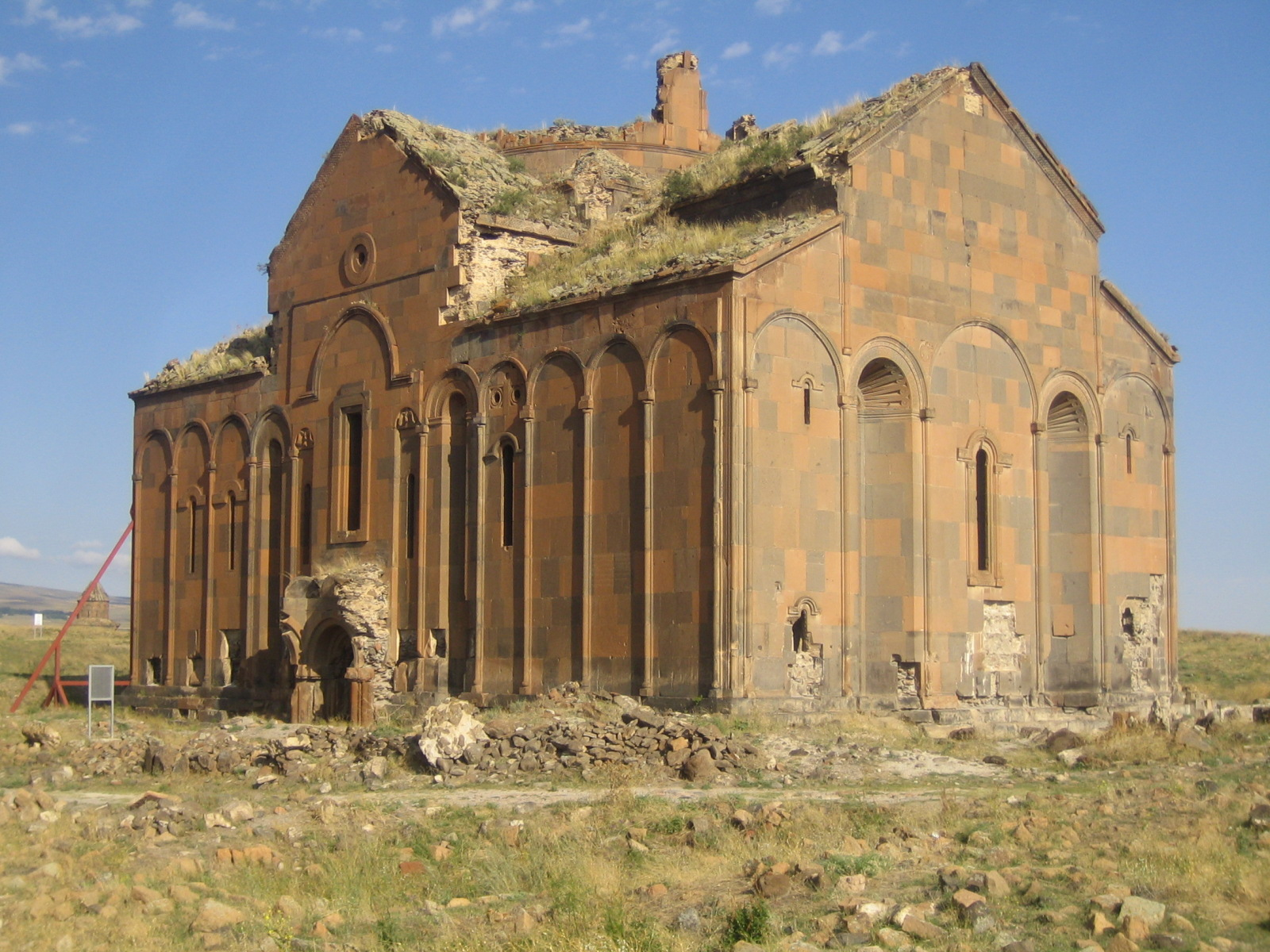
アニ主教座大聖堂

バグラトゥニ朝の時代にはアルメニア教会建築が花開き、今日のアルメニア共和国にはこの時代の教会が数多く残存している。アニ主教座大聖堂は989年から1001年にかけて建設されたものであり、三方後陣型のドーム・バシリカ様式からなる。後のセルジューク朝による占領後にはモスクとして使用されていたが、13世紀になると再びアルメニア教会として使用されるようになった。聖グリゴル教会は1001年から1010年にかけて建設された。当時のこの街にはアニのトゥルダトという傑出した建築家がいた。
ガギク1世の死後には二人の息子が対立した。弟のホヴァネス・スムバト（1020年-1041年）がアニを支配下に置き、兄のアショト4世（1020年-1040年）がバグラトゥニ朝の残りの部分を支配下に置いた。今や弱体化したバグラトゥニ朝が東ローマ帝国に攻撃されることを恐れ、ホヴァネス・スムバトは東ローマ皇帝バシレイオス2世を自身の後継者とした。バシレイオス2世はホヴァネス・スムバトより早く1025年に亡くなったものの、1041年にホヴァネス・スムバトが死去すると、東ローマ皇帝ミカエル4世がアニの主権を主張した。バグラトゥニ朝の親東ローマ派がアニの街を東ローマ帝国に渡そうとしたが、バグラトゥニ朝の新王となったガギク2世（1042年-1045年）やその支持者らはこれに反対し、アニは独立した状態でとどまっている。ガギク2世はアニを奪うために送られた東ローマ軍を幾度か撃退した。ガギク2世は東ローマ帝国に対する嘆願のために首都コンスタンティノープルに赴いたものの、そこで退位を強要され、結局は1046年に東ローマ帝国に降伏している。その後は東ローマ帝国がアニの統治者を任命した。

### 衰退期

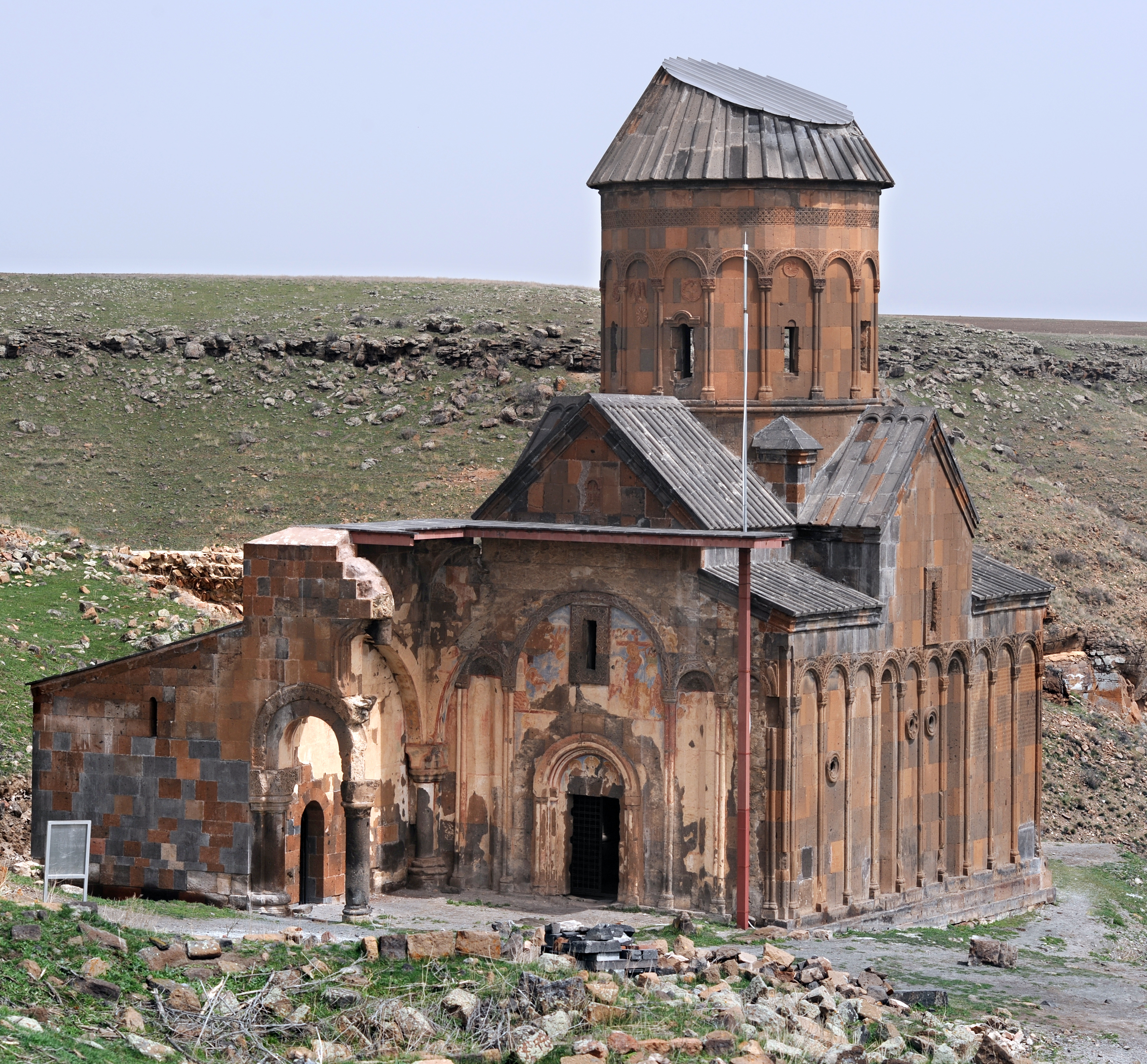
聖グリゴル教会

この時代には東ローマ帝国ももはや影響力を低下させており、イスラーム勢力のセルジューク朝がこの地域に侵入することを阻めなかった。1064年、アニはアルプ・アルスラーンに率いられた巨大なセルジューク朝軍の攻撃を受けた。アニの町は25日間包囲された後に奪われ、住民は虐殺された。セルジューク朝による侵略後には、アニのアルメニア人の一部がルテニア（現・ポーランド南東部）に移住した。1072年、アニはセルジューク朝によってイスラーム系クルド人王朝のシャッダード朝に売却された。シャッダード朝はアニの町に圧倒的に多いアルメニア人とキリスト教徒に対して融和政策を行い、実際にバグラトゥニ貴族の何人かはクルド人と結婚している。シャッダード朝があまりにも不寛容な統治を行うと、アニの住民は常にキリスト教徒のグルジア王国に対して支援を求めた。1124年から1209年までの間に、グルジア人は5回もアニを勢力下に入れているが、最初の3回はシャッダード朝によって奪還された。1199年にはグルジア王国のタマラ女王がアニを支配下に置き、ザカレ・ザカリアン将軍とイヴァネ・ザカリアン将軍に対して街の統治権を与えた。アルメニア＝グルジア軍を率いたザカリアン家は、アルメニア高原の多くの部分を再征服し、階級制度による宮廷を確立した。1199年には地中海沿岸のキリキアにあったキリキア・アルメニア王国がローマ教皇に承認されたことで、ヨーロッパから南コーカサスを経由してアジアに至る交易路が開かれた。アニにはすぐに繁栄が戻り、街の防御は強化され、多くの新しい教会が建設された。

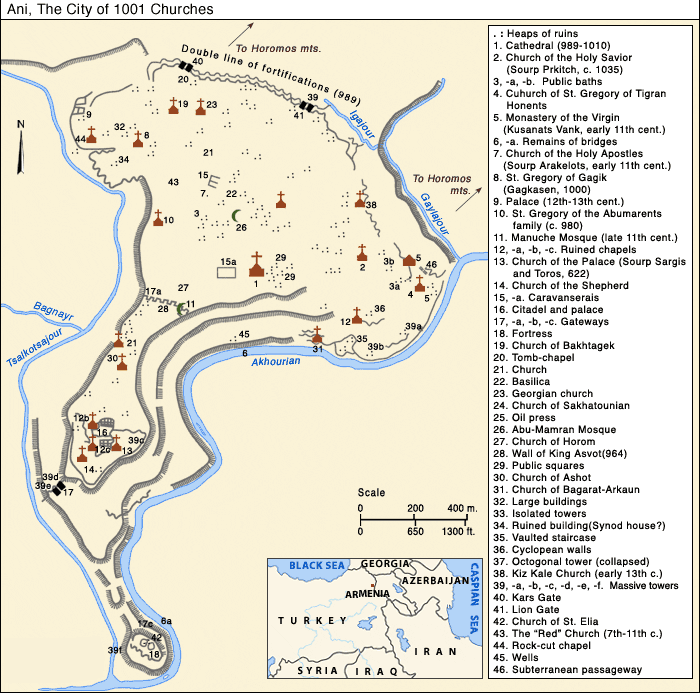
アニの都市計画

1226年にはモンゴル人による包囲を退けたが、1236年にはモンゴル人による侵入を受けて略奪され、住民の多くが虐殺された。アニから退去させられた住民の一部は、ヨーロッパとアジアの交易拠点であったクリミア半島に移住した。約20万人ものアルメニア人農民・商人・職人・兵士・貴族がクリミアを目指し、14世紀までのクリミアには多くのアルメニア教会が建設されている。ザカリアン家はグルジア人ではなくモンゴル人の家臣としてアニの統治を続けた。14世紀までのアニはジャライル朝や黒羊朝などのトルコ人王朝によって支配された。アニは1319年の地震によって荒廃した。1380年代にはイスラーム王朝のティムール帝国の創始者であるティムールがアニを支配下に置いた。ティムールの死後には黒羊朝が再びアニを支配下に置いた。侵略と荒廃が続く混乱の状態にはあったが、アルメニア人商人はアルメニア高原からヴェネツィアやジェノヴァに至る交易路を用いて活発に活動した。商人が蓄えた富の一部は修道院への寄付や教会の建設に充てられ、アニには新しい教会がいくつか建設された。
1441年にはアルメニアのカトリコスの座がアニからエレバンに移された。その後はペルシア人のサファヴィー朝がアニを支配したが、オスマン・サファヴィー戦争中の1579年にトルコ人のオスマン帝国の一部となった。少なくとも17世紀中頃までは城壁の内部に小規模な街が残っていたが、1735年までには最後の僧侶が修道院を去り、アニの街は完全に放棄された。

### 近代

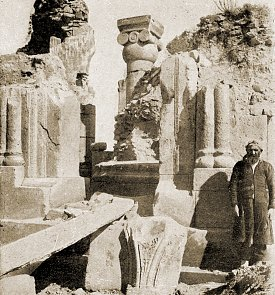
マルが主導した発掘作業（1905年–1906年）

露土戦争後の1878年に結ばれたベルリン条約で、アニを含むオスマン帝国のカルス地方はロシア帝国に帰属することとなった。1892年にはアニで初の考古学的発掘調査が行われ、帝国サンクトペテルブルク科学アカデミーが主催、ロシア人民族学者のニコライ・マルが監督した。1904年にはアニでマルの発掘調査が再開され、1917年まで毎年行われた。街の大部分が専門的に調査され、多くの建築物が発掘されて測量された。発掘物は研究が行われた後に、遺跡や博物館を紹介する学術雑誌やガイドブックなどに掲載された。遺跡全体が調査されたのは初めてのことだった。崩壊の危険を有していた建物では緊急修復が行われた。マルの調査中には数千点にも及ぶ品々が発掘され、保管場所としてアニに博物館が設置された。この博物館は2つの建物に入っており、片方はマヌーチヒルのモスク、もう片方は博物館用に建設された石造建築である。近隣の村や町からは、定常的にアルメニア人がアニを訪れるようになった。地元のアルメニア人児童に教育を施すための学校の建設、公園の建設、遺跡を美化するための植樹などが、マルの発掘チームによって考案された。
第一次世界大戦末期の1918年、オスマン帝国軍は新たに成立したアルメニア第一共和国の領土全体に進軍し、同年4月にはカルスを奪った。トルコ人兵士がアニに接近したため、アニにある発掘品の避難が試みられた。マルの発掘作業にも参加していた考古学者のアシュハルベク・カランタルによって、もっとも持ち出しやすかった約6,000の品々がアニから移動された。さらにはロシア人学者のヨシフ・オルベリの命によって、救い出された物品が博物館のコレクションとして整理された。これらは今日のイェレバンにある国立アルメニア歴史博物館のコレクションの一部分となっている。後には残されたあらゆるものが略奪されたり破壊された。
1918年10月30日にオスマン帝国が降伏したことによって、アニは一時的にアルメニア人の支配下に戻ったが、トルコは1920年にアルメニア第一共和国に対する攻撃を再開し、アニは再びトルコの手に渡った。1921年にカルス条約が締結され、アニを含む領域は新たに成立したトルコ共和国の内部に取り込まれた。1921年3月にトルコ大国民議会とボリシェヴィキ政府の間でモスクワ条約が調印されてからも、ソヴィエト代表団はアニやコグブをアルメニアに回復させようとしたが、トルコ共和国はこれを拒んだ。同年5月、トルコ共和国の大臣であるルザ・ヌルは、東部戦線の司令官であるキャーズム・カラベキルに対して、アニの遺構を「一掃せよ」と命じた。しかしカラベキルはこの命令をはっきりと拒否し、決して実行に移すことはなかったと回顧録に記録している。しかし実際には、マルの発掘作業や建物の修復作業に関するあらゆる痕跡が一掃されており、Nurによる命令が部分的に実行されたことが示唆されている。

### 現代
1989年から2005年にはベイハン・カラマーアラル（Beyhan Karamağaralı）の監督の下で、アンカラの国立ハジェッテペ大学によって発掘作業が行われた。現代にはアルメニアが国境を挟んだすぐ対岸で石材採掘を行っており、ダイナマイトの爆発や重機の振動などが遺跡の劣化の原因となった。トルコの文化観光省はユネスコの諮問機関であるイコモスに対して陳情を行い、アルメニアはようやくダイナマイトの使用を中止した。ワールド・モニュメント財団(WMF)は、1996年、1998年、2000年にアニを「最も危機に瀕しているサイト100」に選んでいる。2011年5月、ワールド・モニュメント財団はトルコ共和国文化省と協力して聖堂や教会の保護作業を開始したと発表した。2010年10月、グローバル・ヘリテッジ・ファンドは「消えゆく遺産の保護」と題した報告書の中で、取り返しのつかない損失や破壊「寸前」である12の場所のひとつにアニを挙げ、不十分な管理体制や主因として略奪の横行に言及した。
2015年3月、トルコ共和国が翌年にアニをユネスコの世界遺産に推薦すると報じられた。2016年7月にトルコ共和国のイスタンブールで開催された第40回世界遺産委員会では、「アニの考古遺跡」(英語: Archaeological Site of Ani, フランス語: Site archéologique d’Ani)として世界遺産（文化遺産）に登録された。アルメニア人による宗教建築物としては、1996年に「ハフパット修道院」が世界文化遺産に登録されており、2000年にサナイン修道院が追加登録されて「ハフパット修道院とサナイン修道院」となっている。

## 文化
名前のアニはアルメニア語の女性名であり、2012年にアルメニア共和国で生まれた女児に与えられた名前としては10位以内に入る人気があった。
アニやその過去の栄光は、アルメニア語の歌や詩にも登場する。「Tesnem Anin u nor mernem」 (Տեսնեմ Անին ու նոր մեռնեմ, Let me see Ani and die)はアルメニア人詩人のホヴハンネス・シラスによる著名な詩である。トルコ系アルメニア人作曲家のジェンク・タシュカンはこの詩に歌を付けた。1999年にはアルメニア人民族音楽家のアラ・ゲヴォルギャンが、『Ani』というタイトルのアルバムを製作した。

## 建築物
- アニ大聖堂（英語版） : アニ大聖堂は神の聖母教会としても知られる。スムバト2世（英語版）の治世である989年に建設が開始され、スムバト2世の死後には建設が中断されたが、ガギク1世（フランス語版）の治世である1001年に完成した。設計を手掛けたのはアニのトゥルダト（英語版）という中世アルメニアでもっとも偉大な建築家である。三方後陣型のドーム・バシリカ様式だったが[28]、ドームは1319年の地震で崩壊した。内装には尖ったアーチやクラスタ化された柱など、当時としては進歩的な構造物が見られる。外観はゴシック建築である[60]。
- ティグラン・ホネンツ聖グリゴル教会 : 1215年に完成したティグラン・ホネンツ聖グリゴル教会は、アニでもっとも保存状態の良い建築物である。裕福なアルメニア人商人ティグラン・ホネンツが発注し、ザカリアン家がアニを支配していた時代に建設された[61]。ドーム型ホールと呼ばれる種類の教会であり、ファサードの前にはやや後の時代に建設された拝廊と小規模な礼拝堂の廃墟がある。教会の外観は見事な装飾が施されており、内装にはふたつの重要な主題を描いた360度のフレスコ画がある。大規模な360度のフレスコ画はアルメニア建築（英語版）には珍しい特徴であり、これらはグルジアの芸術家によって描かれたとされている。拝廊と礼拝堂にはよりビザンティン美術色の濃いフレスコ画が断片的に残っている[62]。

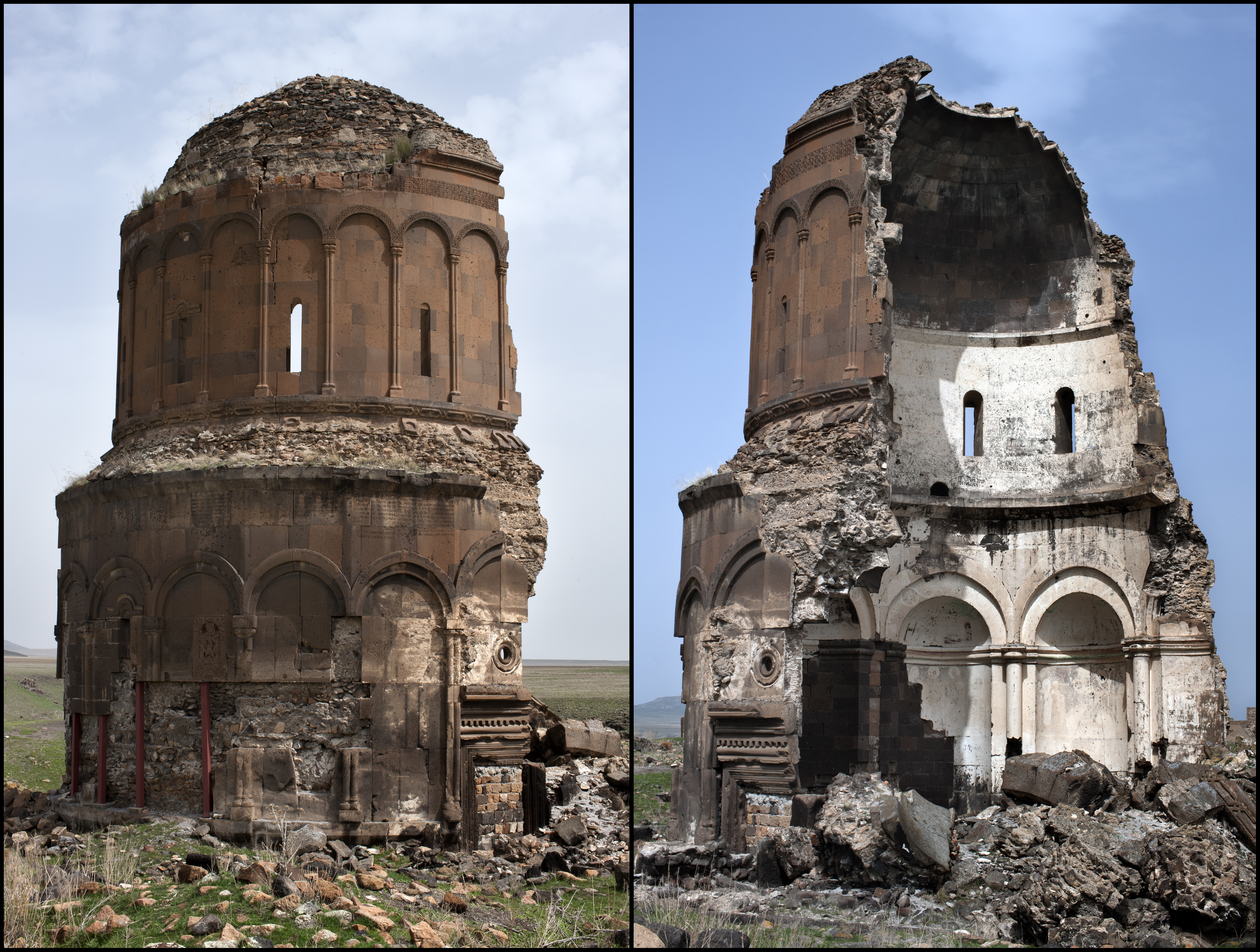
聖プリキッチ（ハラスカル）教会

- 聖プリキッチ（ハラスカル）教会 : 聖プリキッチ（ハラスカル）教会は1035年以後に完成した。外部から見ると円形に近い19角形、内部から見ると八角形の特徴的なデザインであり、中央は大規模なドームとなっている。聖十字架の断片物を保管するためにAblgharib Pahlavid王子によって建設された。現代まではほとんど損なわれずに残っていたが、1955年の嵐で東側半分がまるまる崩壊した[63]。

- Abughamrentsの聖グリゴル教会 : 小規模な建物であるAbughamrentsの聖グリゴル教会は10世紀末にさかのぼる可能性があり、アルメニア人貴族のPahlavuni家の個人的な礼拝堂として建設された。中央集中型の図面であり、ドラムの上にドームを持つ[64]。
- 聖グリゴルのガギク王教会 : 7世紀にヴァガルシャパトに建設されたが930年の地震で崩壊したズヴァルトノツ大聖堂（英語版）を再現すべく、1001年から1005年の間に聖グリゴルのガギク王教会が建設された。1905年から1906年に発掘調査を行ったロシア人民族学者のニコライ・マルは、この偉大な教会の基礎部分を明らかにした。この教会を設計したのもアニのトゥルダトである。この教会は建設後に比較的短期間で崩壊したことが知られており、後にはその遺構の上に住宅が建設された。トゥルダトのデザインは大きさや図面の点でズヴァルトノツ大聖堂のそれに似通っている[65]。
- 聖使徒教会 : 聖使徒教会の建設年は定かでないが、その壁面にはもっとも早い日付として1031年と刻まれている。Pahlavuni家によって建設され、アニ大司教によって使用された。聖使徒教会の遺構はわずかに残っているのみだが、壮大な石造物が付随する拝廊は部分的にそのまま残っている。いくつものホール、礼拝堂、聖堂が聖使徒教会を取り囲んでいた。1909年にはマルが聖使徒教会の基礎部分を発掘したが、今日ではそのほとんどが破壊されている[66]。

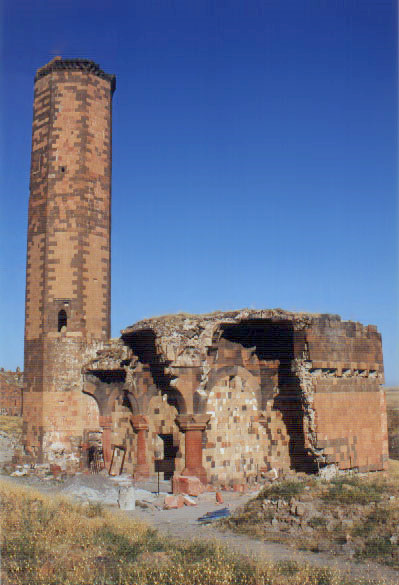
マヌーチヒルのモスクの西面

- マヌーチヒルのモスク : マヌーチヒルのモスクの名称は、1072年以後にアニを支配したシャッダード朝のマヌーチヒル（英語版）に由来する。ミナレットはほぼ無傷の状態で残っている。その北面にはアラビア語のクーフィー体で「バスマラ」（神の名において）と刻まれている。後の12世紀または13世紀に建設された礼拝ホールの半分も残っている。1906年にはマルの発掘作業で見つかった品々を保管する公共博物館として使用するために、モスクの部分的な修復が行われた[67]。
- 要塞 : アニの街の南端部には頂点が平らな丘があり、「Midjnaberd」として知られた。この丘が防御機能を果たしたのは、カムサラカン家（英語版）がアニを支配していた7世紀にさかのぼる。1908年と1909年にはマルがこの要塞丘の発掘調査を行い、丘の頂上部を占めていたバグラトゥニ朝の歴代支配者の宮殿の廃墟を発見した。要塞の内部からは3つの教会と正体不明の建築物が発見されている。このうちのひとつは「宮殿の教会」と呼ばれ、アニに現存する最古（6世紀か7世紀にさかのぼる）の教会である。マルはこの教会の緊急修復を手掛けたが、今日ではその大部分が崩壊しており、1966年の地震時に崩壊した可能性がある[68]。
- 城壁 : アニの街全体を城壁が囲んでいた。街の北側以外は河川や渓谷などの自然障壁があったため、街の北側は特に堅固な城壁が築かれた。アニの街は二重の城壁で防御されていた。より高いのは内側の壁であり、半円形の塔がちりばめられていた。これらの城壁を築いたのはスムバト2世（治世977年-989年）であるとされ、その後の統治者は城壁を高くしたり新たな塔を追加することで、スムバト2世の城壁をより強固なものとした。城壁の北側には3つの門があり、それぞれ獅子門、カルス門、ドヴィン門と呼ばれた[69]。

### ギャラリー

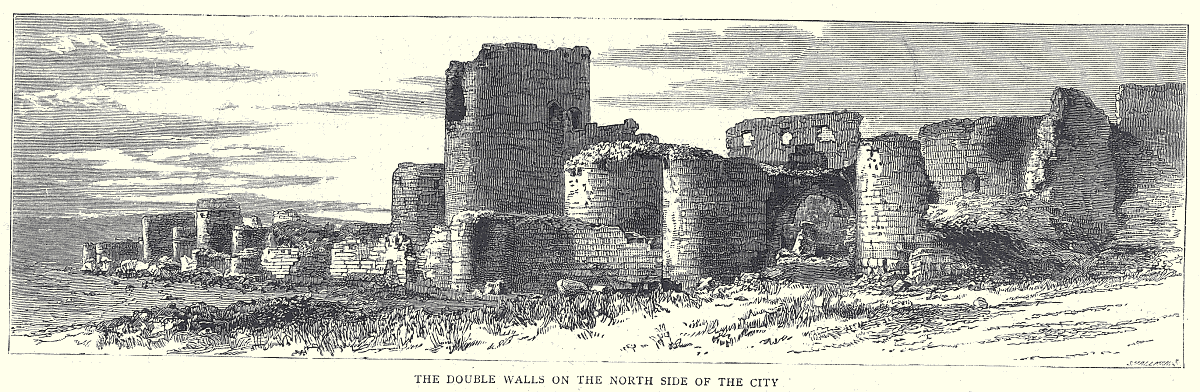
アニの壁を描いた1885年の銅版画
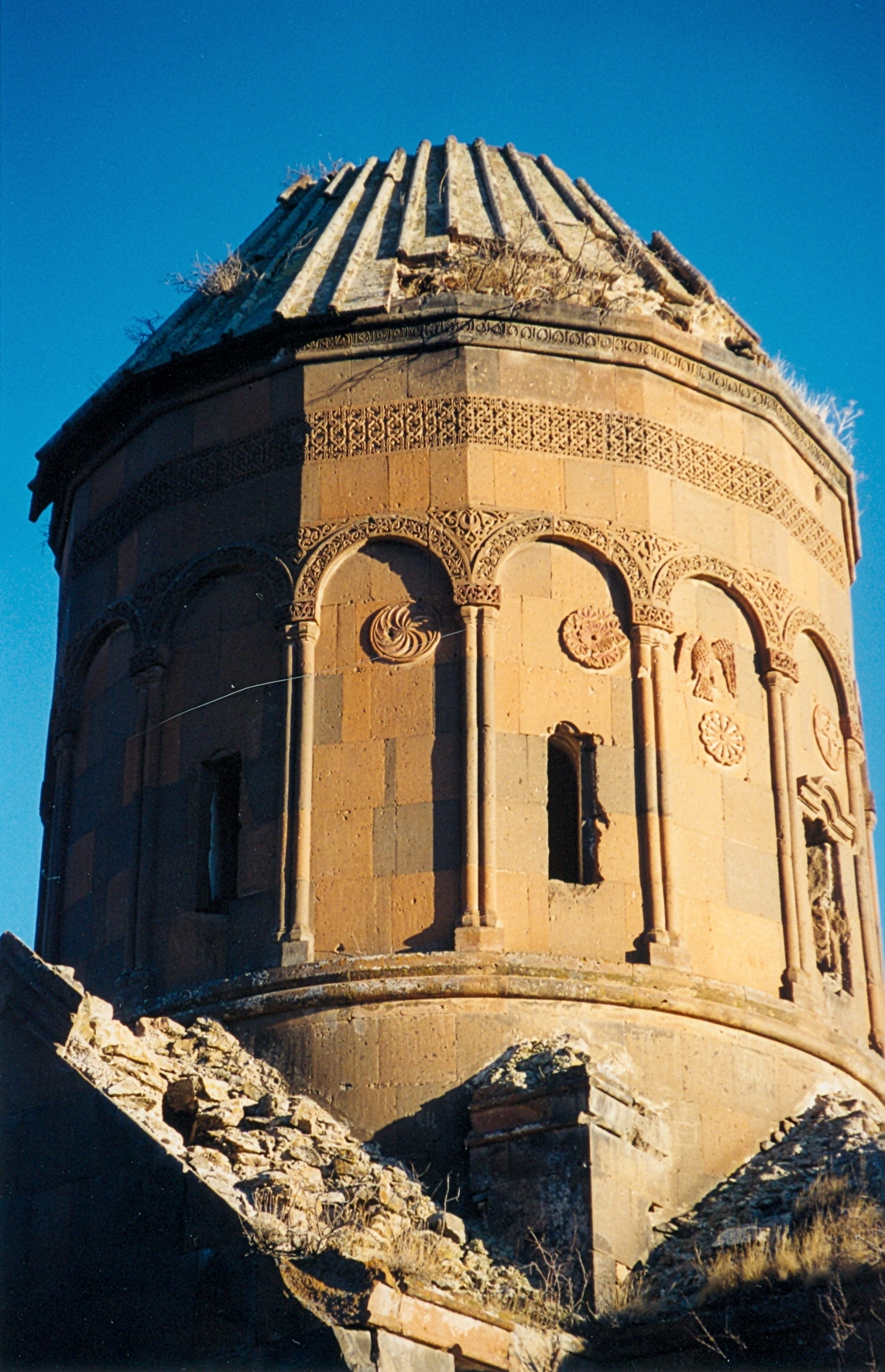
ティグラン・ホネンツ聖グレゴリ教会
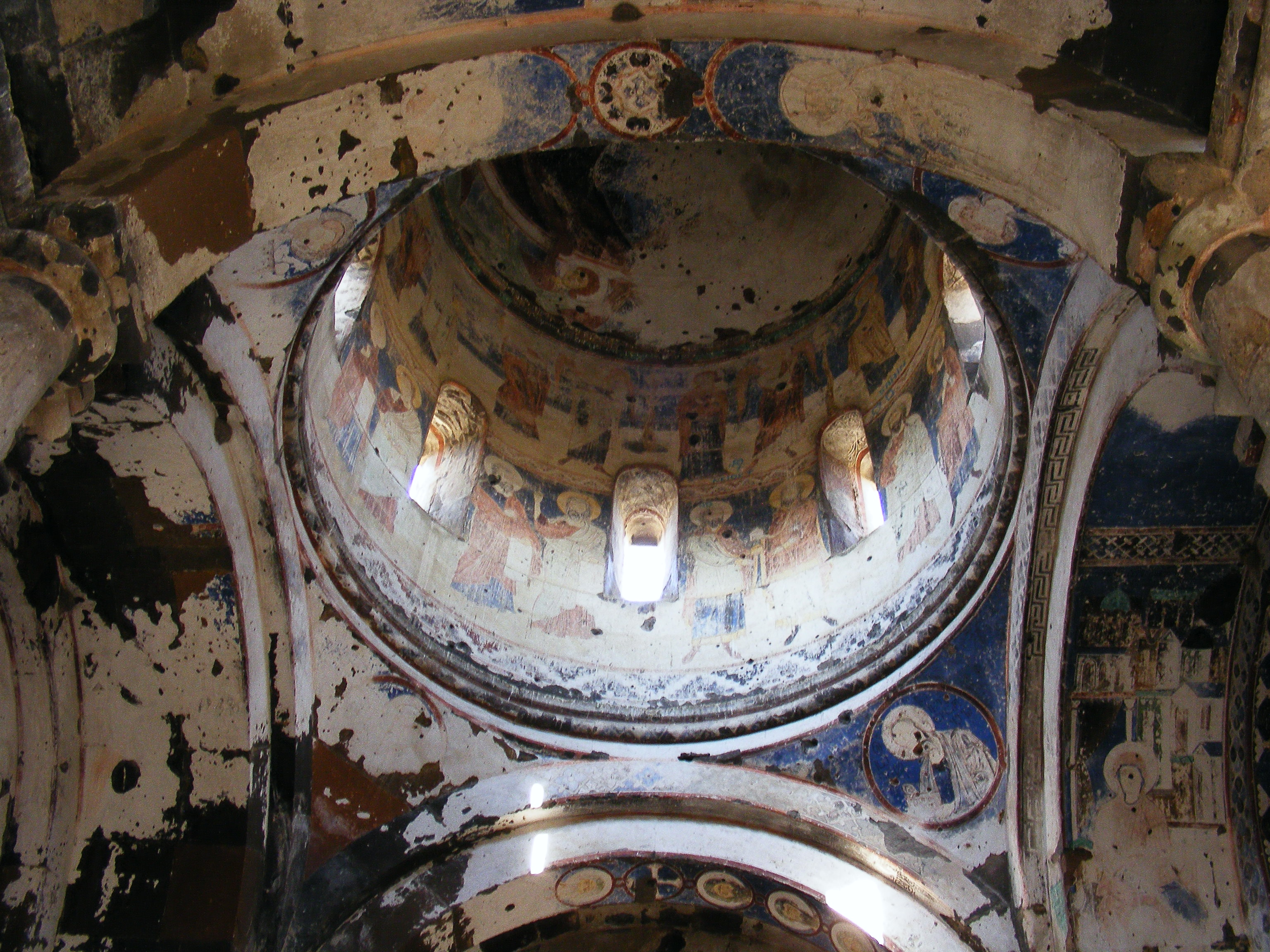
ティグラン・ホネンツ聖グレゴリ教会のフレスコ画
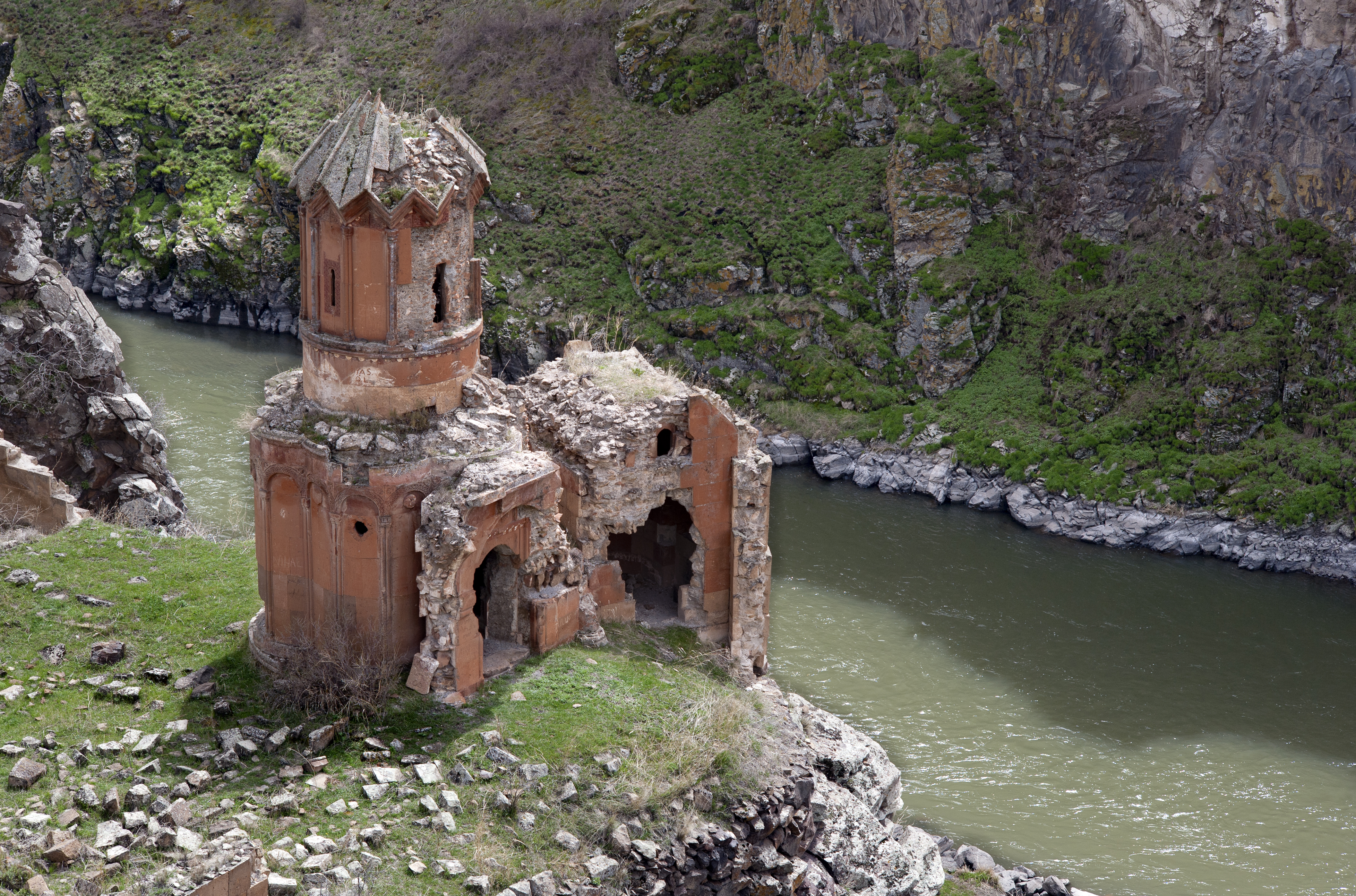
Hripsimian Virgins修道院礼拝堂
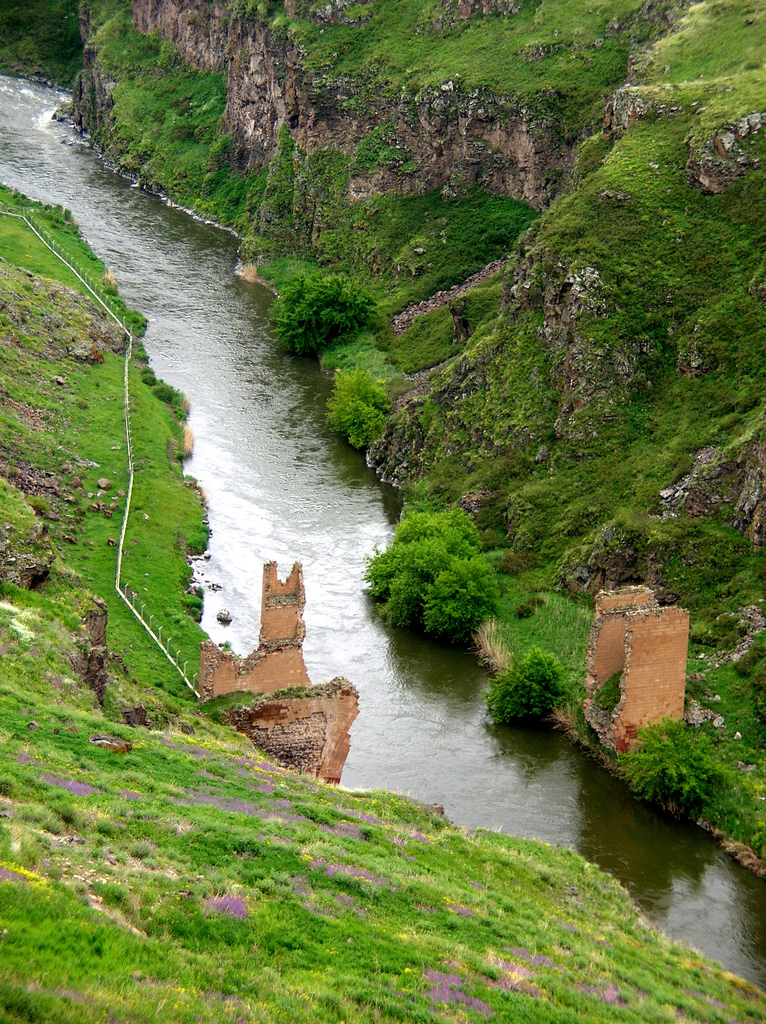
アフリアン川に架かる橋
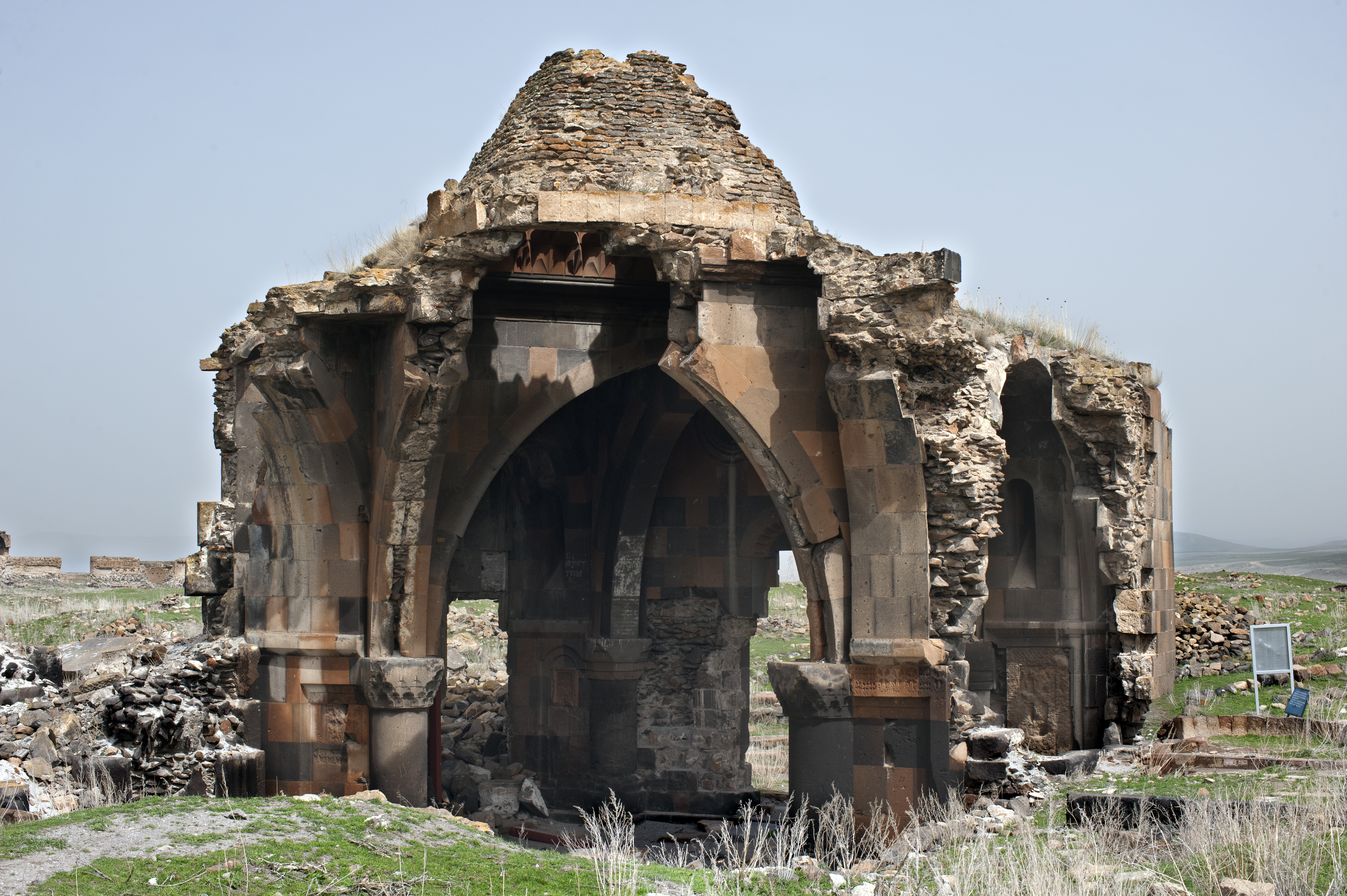
聖使徒教会
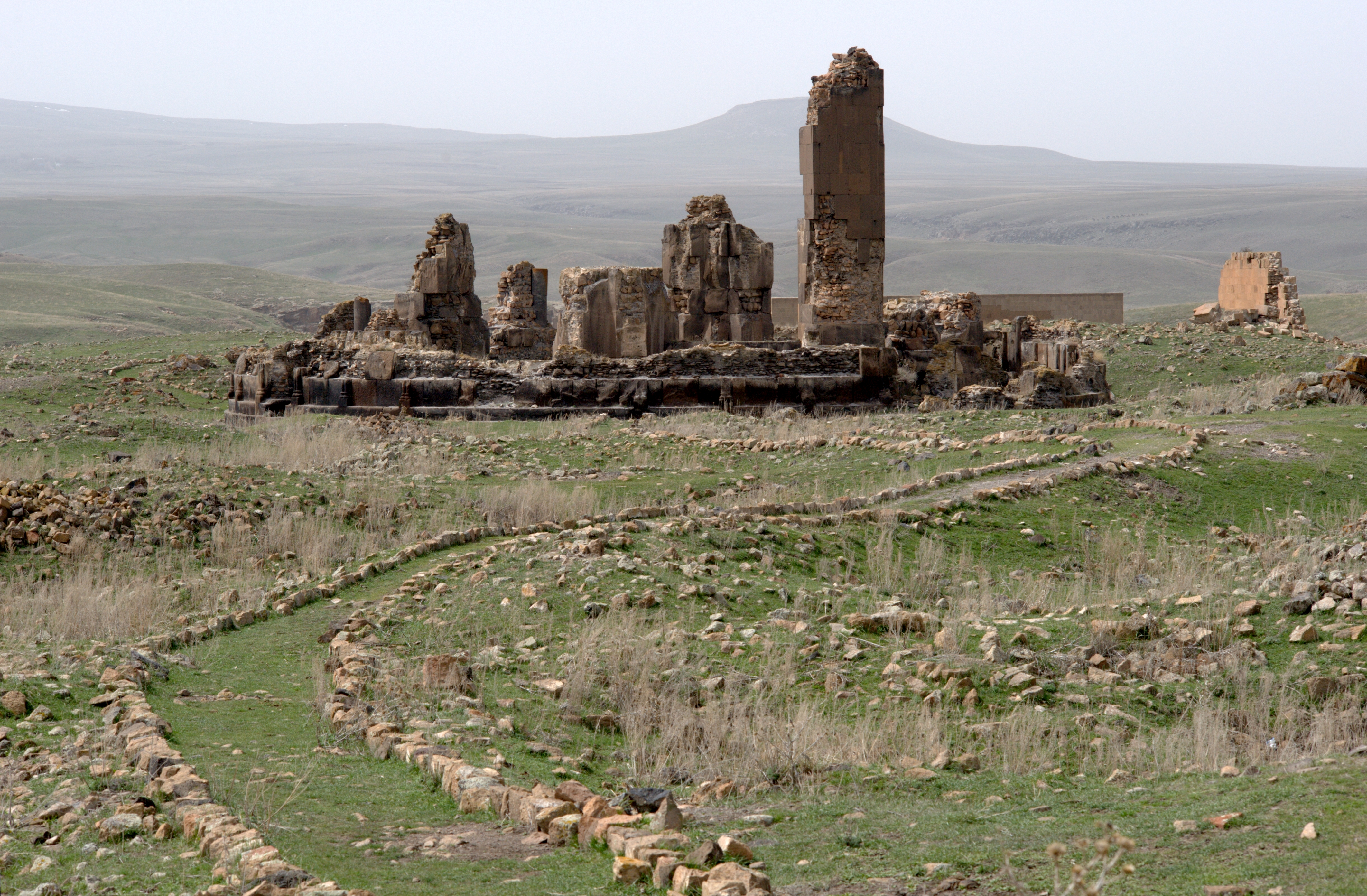
聖グリゴルのガギク王教会

## 世界遺産
2016年、「アニの考古遺跡」としてユネスコの世界遺産（文化遺産）に登録された。今日のアニ遺跡にある21の建築物が世界遺産に登録されており、その登録面積は250.7ヘクタールである。

### 登録基準
この世界遺産は世界遺産登録基準のうち、以下の条件を満たし、登録された（以下の基準は世界遺産センター公表の登録基準からの翻訳、引用である）。
- (2) ある期間を通じてまたはある文化圏において、建築、技術、記念碑的芸術、都市計画、景観デザインの発展に関し、人類の価値の重要な交流を示すもの。
- (3) 現存するまたは消滅した文化的伝統または文明の、唯一のまたは少なくとも稀な証拠。
- (4) 人類の歴史上重要な時代を例証する建築様式、建築物群、技術の集積または景観の優れた例。